# La Pera (kommun)
La Pera är en kommun i Spanien.   Den ligger i provinsen Província de Girona och regionen Katalonien, i den östra delen av landet, 600 km öster om huvudstaden Madrid. Antalet invånare är 428. Arean är 11,5 kvadratkilometer. La Pera gränsar till Flaçà, Foixà, Rupià, Corçà, Madremanya och Sant Martí Vell. 
Terrängen i La Pera är platt.